# Anna Pavlovna Pribylëva-Korba
Anna Pavlovna Pribylëva-Korba, nata Meinhard, in russo Анна Павловна Прибылëва-Корба? (Tver', 9 novembre 1849 – Leningrado, 9 dicembre 1939), è stata una rivoluzionaria russa, membro del Comitato esecutivo di Narodnaja volja.

## Biografia
Anna Pavlovna nacque a Tver' nella benestante famiglia dell'ingegnere ferroviario Pavel Meinhard e di Ekaterina Korickji, entrambi di lontane origini tedesche, ed ebbe un fratello, Nikolaj, e cinque sorelle, Marija, Elena, Ol'ga, Varvara e Viktorija. Per motivi di lavoro il padre dovette più volte cambiare residenza con tutta la propria famiglia, e Anna visse a Varsavia, a Vladimir e poi a Jaroslavl', studiando in casa da precettori privati e arricchendo la sua istruzione con la lettura dei migliori scrittori del tempo, Černyševskij, Dobroljubov, Nekrasov, Pisarev, e dei classici Lermontov e Puškin, che rimase il suo poeta russo preferito. Fu poi la volta di Goethe e Schiller, che lesse nella lingua originale: « Durante la mia lunga vita non ho letto nessun libro mediocre, per non parlare dei pessimi. I maestri dell'umanità furono i miei maestri, da me volontariamente scelti ».

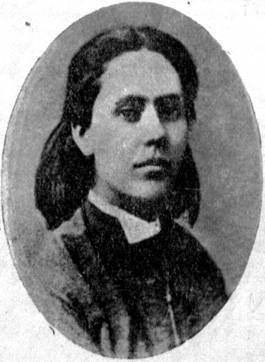
La sorella Marija

Tra i colleghi di lavoro del padre vi era l'ingegnere Aleksandr Lešern, che nella primavera del 1868 sposò la sorella maggiore di Anna, Marija. La coppia si stabilì a Moršansk dove in luglio Anna conobbe l'economista e consulente finanziario Viktor Korb, di origine svizzera, che la sposò nel successivo dicembre. La coppia si stabilì a San Pietroburgo, dapprima in un piccolo appartamento non lontano dall'abitazione dei coniugi Lešern, che nel frattempo si erano trasferiti nella capitale. Presso di loro conobbe Sofija Lešern, sorella di Aleksandr, che avrà un ruolo di primo piano nel movimento rivoluzionario, e successivamente Sonja Perovskaja, le sorelle Kornilov, Ol'ga Šlejsner e altri futuri membri del circolo Čajkovskij.
Successivamente si stabilirono in un grande ed elegante appartamento di via Galernaja, mentre passarono l'estate in una dacia di Lesnoj, allora sobborgo agricolo di Pietroburgo, in una casa condivisa con i Lešern, dove Anna fu raggiunta dalle sorelle Elena e Ol'ga. A Lesnoj, nell'estate, si stabilirono anche Perovskaja e Aleksandra Kornilova. Dall'autunno del 1870 al 1871 frequentò i corsi Alarčinskji, una sorta di Liceo scientifico femminile, così detti perché tenuti nella sede del V ginnasio di Pietroburgo che sorgeva presso il ponte Alarčin sul canale Griboedov. Tra gli insegnanti, il matematico Aleksandr Strannobjulskij fu invitato a integrare il proprio corso con lezioni private tenute nella casa di Anna. Alle lezioni assistevano anche Marija Lešern, le tre sorelle Kornilov, Sonja Perovskaja e un'altra decina di ragazze.
Strannoljubskij, appassionato di storia e di filosofia, oppositore del regime zarista, fu la prima persona la influenzò profondamente, mentre gli scritti di Lassalle, di Bervi-Flerovskij e di Lavrov ne fecero una socialista. Un conoscente, lo studente Puškov, presentò ad Anna e alle sue amiche Nikolaj Čajkovskij, organizzatore di circoli antizaristi nei quali si pubblicavano e si diffondevano libri illegali, ma quella prima esperienza non ebbe un seguito per Anna Korba, che alla fine dell'inverno del 1871 superò gli esami presso l'Università di San Pietroburgo ottenendo il titolo di istitutrice. Fu allora che, a seguito di sbagliate speculazioni di borsa, il marito rimase fortemente indebitato. I due coniugi si trasferirono in un modesto appartamento proprio accanto al Castello lituano, il carcere riservato ai detenuti politici, e Viktor Korb trovò lavoro in una compagnia di assicurazioni. Nell'estate del 1872 la ditta lo inviò a Mosca e poi, nel 1874, a Minsk.
Nella primavera del 1877 scoppiò la guerra russo-turca, che in Russia veniva presentata come una guerra di liberazione dei popoli slavi dal dominio ottomano. Anna decise di frequentare un corso d'infermiera e, dopo aver ottenuto il diploma, nel novembre del 1877 partì per la zona di guerra per dare assistenza ai feriti in un ospedale militare della Romania. La decisione, presa in contrasto con il marito, deteriorò irrimediabilmente i loro rapporti. La guerra finì nel febbraio del 1878 ma Anna si trattenne in zona fino a maggio, impegnata nell'evacuazione dei feriti. In quei giorni conobbe Aleksandr Volkenštejn, un giovane medico già coinvolto nel « processo dei 193 », che le portò i saluti di Sofija Lešern e la informò sugli avvenimenti politici in Russia, dove aveva fatto molto rumore il processo di Vera Zasulič.
Tornò a San Pietroburgo, ospite del fratello Nikolaj, ormai decisa a impegnarsi nel movimento rivoluzionario che si sviluppava in Russia. Nel maggio del 1879 si separò dal marito, col quale rimase tuttavia in buoni rapporti, e conobbe Marija Ošanina, moglie del rivoluzionario Aleksandr Barannikov, che la mise in contatto con Morozov, Sofija Ivanova, Gesja Gel'fman, Kvjatkovskij e Tichomirov i quali, con altri, stavano costituendo l'organizzazione Narodnaja Volja, della quale Anna Korba entrò a far parte in agosto, e nel gennaio del 1880 ne divenne membro del Comitato esecutivo.

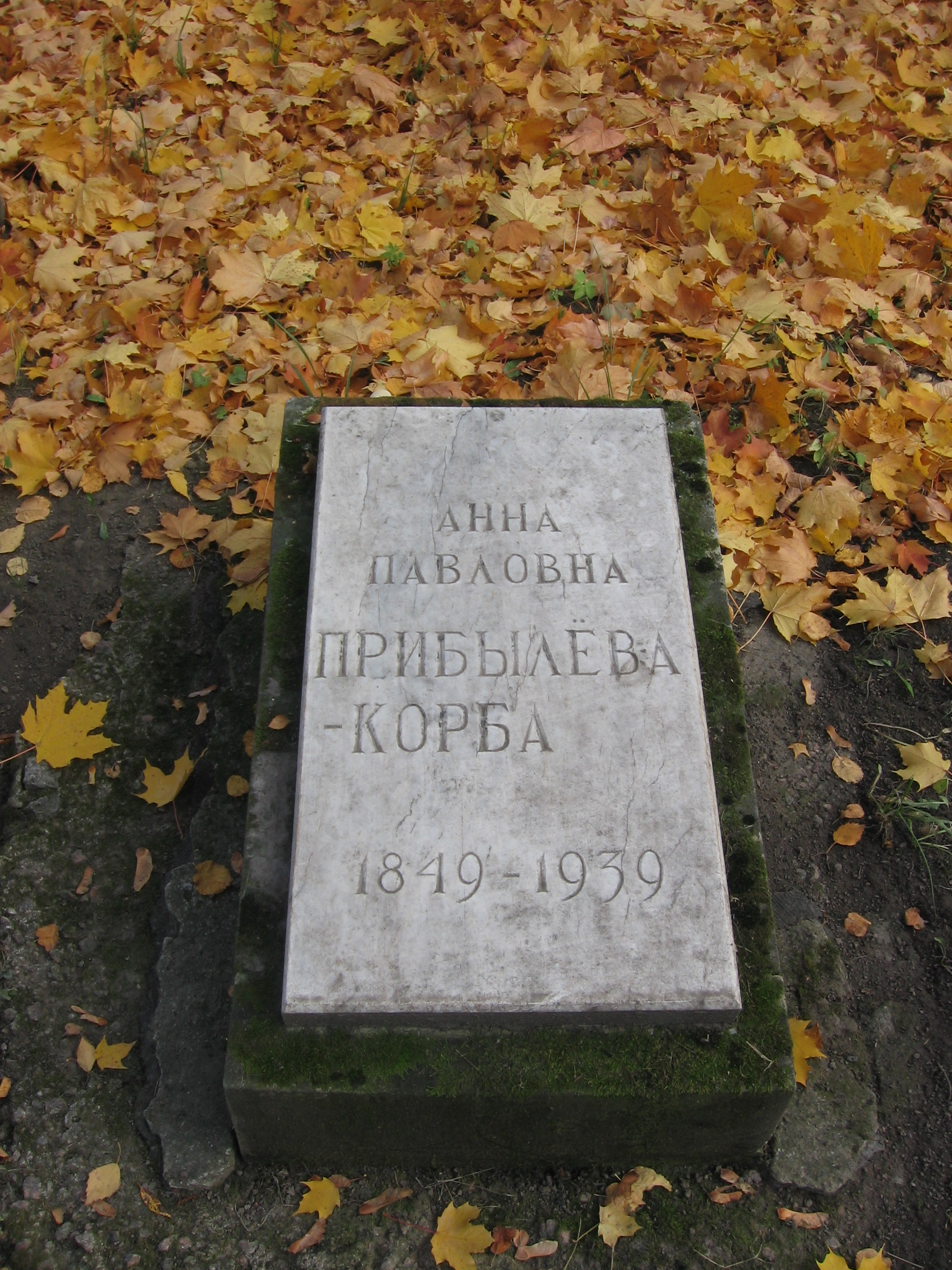
Tomba di Anna Korba

Partecipò all'elaborazione dei piani organizzati da Narodnaja Volja, alla gestione degli appartamenti clandestini, alla falsificazione di passaporti e, soprattutto, alla redazione del periodico dell'organizzazione. Dopo l'attentato del I° marzo 1881 che costò la vita allo zar Alessandro II, tutto il superstite Comitato esecutivo della Narodnaja Volja si nascose a Mosca. Nel gennaio del 1882 Anna Korba tornò a San Pietroburgo, dove fu arrestata il 17 giugno.
Imputata al « processo dei 17 » nell'aprile del 1883, fu condannata a 20 anni di lavori forzati in Siberia, poi ridotti a 13 anni e 4 mesi, che iniziò a scontare nel campo di lavoro di Kara. Nel settembre del 1890 poté lasciare il campo per il confino nel villaggio di Ust-Ilinskij. Nel 1894 divorziò da Viktor Korb e sposò il suo compagno di esilio Aleksandr Pribylëv. Nel novembre del 1897 furono trasferiti a Blagoveščensk e qui adottarono Asja, una bambina figlia di detenuti deceduti. Scontata la pena nel febbraio del 1905, si stabilirono a Odessa e poi a Mosca. Durante la prima rivoluzione russa entrambi fecero parte del Partito socialrivoluzionario e furono arrestati nel 1909 ed esiliati per due anni a Minusinsk.
Dopo la rivoluzione d'ottobre fece parte della Società degli ex-detenuti ed esuli politici e fu una delle principali collaboratrici della rivista « Katorga i ssylka » (Lavori forzati ed esilio). Nel gennaio del 1933 le fu assegnata, unitamente agli ex appartenenti alla Narodnaja Volja Vera Figner, Michail Frolenko, Anna Jakimova e Fani Morejnis, una pensione speciale. Morì nel dicembre del 1939 a Leningrado e fu sepolta nel cimitero Volkovo accanto al marito Aleksandr.